# Sobór Świętych Nowomęczenników i Wyznawców Rosyjskich

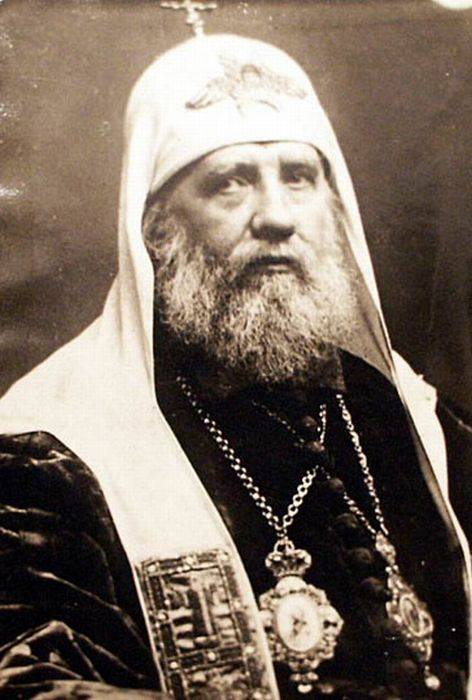
Święty wyznawca Tichon, patriarcha moskiewski i całej Rusi w latach 1917–1925

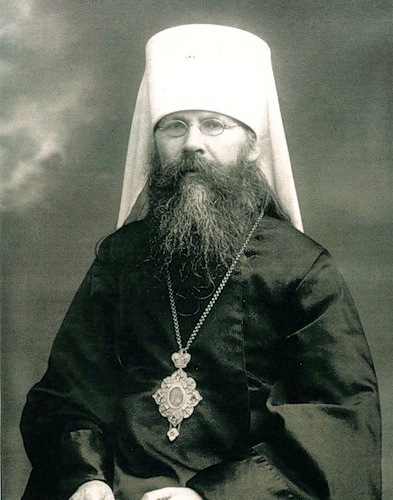
Święty biskup-męczennik Beniamin, metropolita petersburski

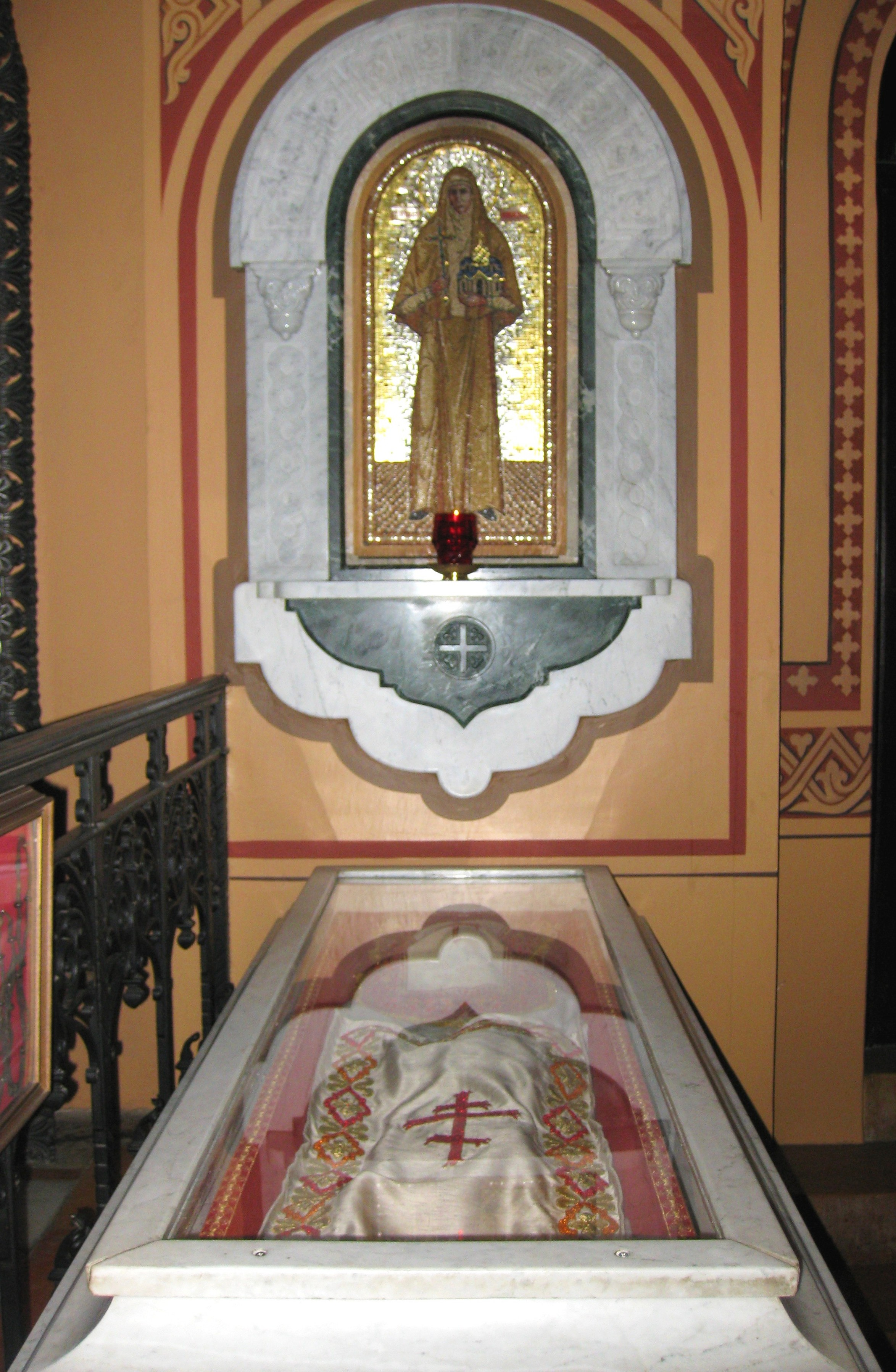
Ikona i relikwie świętej wielkiej księżnej i mniszki Elżbiety w cerkwi św. Marii Magdaleny w Jerozolimie

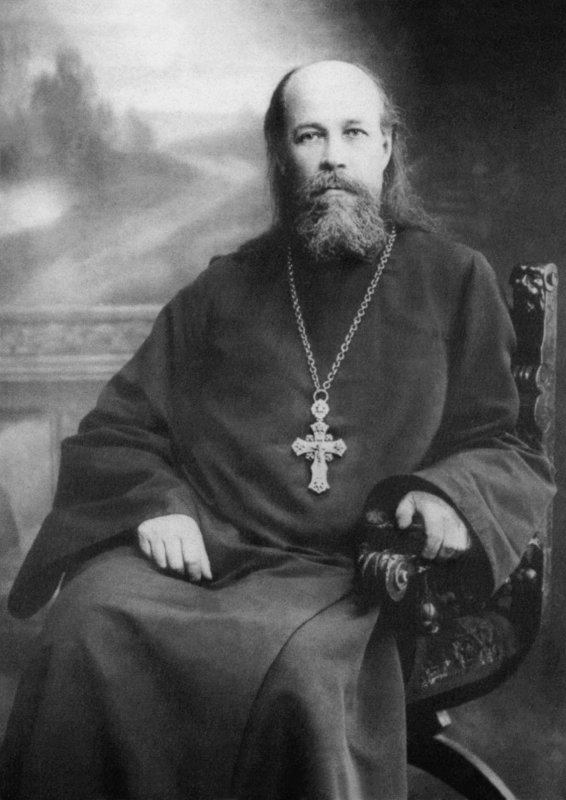
Święty kapłan-męczennik Filozof Ornatski

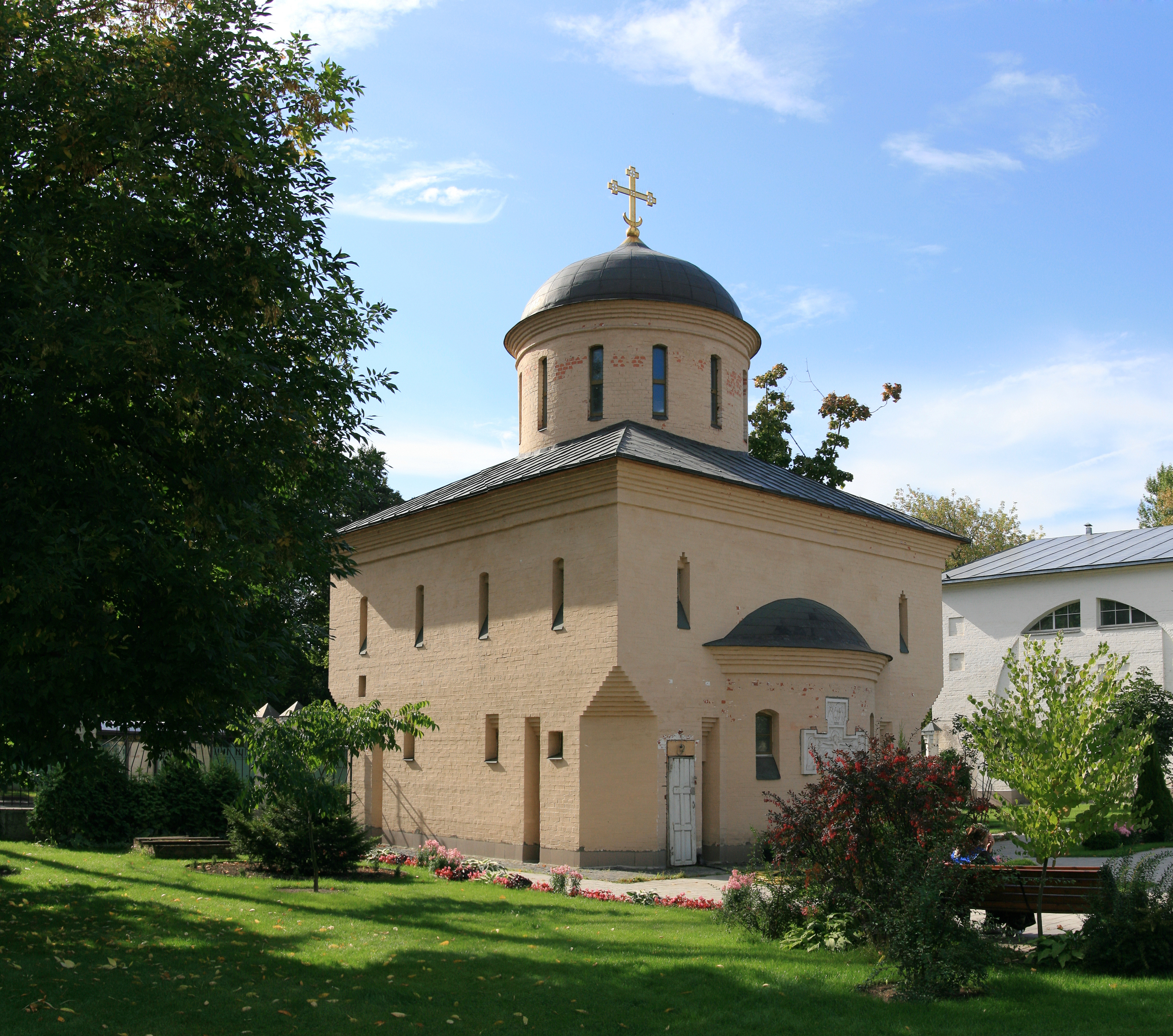
Cerkiew Świętych Nowomęczenników i Wyznawców Rosyjskich w parku Pietrowskim w Moskwie

Sobór Świętych Nowomęczenników i Wyznawców Rosyjskich, Sobór Świętych Nowomęczenników i Wyznawców Cerkwi Rosyjskiej – grupa (sobór) prawosławnych świętych, ustanowiona na Soborze Biskupów Rosyjskiego Kościoła Prawosławnego 20 sierpnia 2000. Do soboru należą święci, którzy ponieśli śmierć męczeńską lub podlegali innym prześladowaniom za wiarę w Rosji Radzieckiej i ZSRR.
W momencie ustanowienia soboru należało do niego 1090 świętych – biskupów, mnichów i mniszek, kapłanów, jak również świeckich. Liczba ta rośnie w miarę przeprowadzania kolejnych kanonizacji.

## Geneza ustanowienia soboru
Po tym, gdy potwierdzony został jeden z pierwszych przypadków ataków na duchowieństwo prawosławne ze strony bolszewików (zabójstwo metropolity kijowskiego Włodzimierza), Sobór Lokalny Rosyjskiego Kościoła Prawosławnego nakazał w szczególny sposób modlić się za tych, którzy podlegali prześladowaniom, nazywając ich męczennikami i wyznawcami. Sobór nakazywał modlić się podczas ektenii za prześladowanych teraz za wiarę prawosławną i Cerkiew, a także odprawiać uroczyste molebny w intencji zmarłych ofiar prześladowań oraz dziękczynne, za tych, którzy represje przeżyli. Ponadto zobowiązywał duchowieństwo do upowszechniania wiedzy o prześladowaniach wyznawców prawosławia. Jako dzień modlitewnego wspomnienia ofiar represji wyznaczył rocznicę śmierci metropolity Włodzimierza (25 stycznia według starego stylu) lub, gdyby przypadł on w sobotę, wieczór dnia następnego.
Po zakończeniu wojny domowej w Rosji i utrwaleniu się władzy radzieckiej publiczna modlitwa za ofiary represji antyreligijnych przestała być praktykowana. Pamięć o nich była jednak obecna wśród duchowieństwa i wiernych. Pierwsze próby usystematyzowania wiedzy o represjach antyprawosławnych w Rosji i sporządzenia wykazu ich ofiar zostały podjęte w kręgu rosyjskiej emigracji w latach 40. XX w. W 1949 i w 1957 ks. Michaił Polski wydał kolejno dwa tomy opracowania „Nowyje muczeniki Rossijskije”, w których zawarł zgromadzone osobiście materiały: wspomnienia świadków represji, artykuły z rosyjskiej prasy emigracyjnej i w miarę możliwości radzieckiej dotyczące sytuacji Cerkwi podczas wojny domowej w Rosji, w tym publikacje dotyczące głośnych procesów duchowieństwa, niszczenia cerkwi, akcji otwarcia relikwii i konfiskaty majątku Cerkwi w 1922. W kolejnych dekadach wydany został słownik biograficzny biskupów rosyjskich metropolity Manuela (Lemieszewskiego), który jednak nie mógł uwzględnić w nim informacji o prześladowaniach wielu hierarchów. Ofiarami represji przeciwko Cerkwi interesowało się w latach 70. także wielu autorów samizdatu, jednak ich prace również zawierają wiele nieścisłości i błędów, co wynika z bazy źródłowej, w oczywisty sposób ograniczonej.
Odpowiadając na oczekiwania rosyjskiej emigracji, w 1981 Synod Biskupów Rosyjskiego Kościoła Prawosławnego poza granicami Rosji ogłosił kanonizację Soboru Nowomęczenników Rosyjskich, zaliczając w poczet świętych m.in. cara Mikołaja II. Pobieżny charakter przygotowań do kanonizacji i jej polityczny charakter sprawiły, że Cerkiew Zagraniczna zaliczyła wówczas do świętych także postacie, które poniosły śmierć w ZSRR, ale nie były nawet wyznania prawosławnego (służący Mikołaja II: katolik Aleksiej Trupp i luteranka Catharina Schneider) lub też niektóre ich wypowiedzi wskazują na poglądy niezgodne z doktryną prawosławną. Kanonizacja rodziny carskiej do ostatniej chwili budziła w Cerkwi zagranicznej duże kontrowersje, a obok zwolenników takiej decyzji były również osoby, które sprzeciwiały się jej.
Zmiana sytuacji Cerkwi w ZSRR, a następnie upadek tego państwa pozwoliły na prowadzenie badań archiwalnych nad prześladowaniami religijnymi. Wydany został szereg opracowań dotyczących ofiar represji. W 1989 Rosyjski Kościół Prawosławny utworzył przy Świętym Synodzie komisję kanonizacyjną z metropolitą krutickim i kołomieńskim Juwenaliuszem na czele. W tym samym roku przeprowadzono pierwszą kanonizację osoby prześladowanej za wiarę w ZSRR – był nią patriarcha moskiewski i całej Rusi Tichon. W kolejnych latach Cerkiew zezwoliła na liczne kanonizacje z przeznaczeniem do kultu lokalnego, w eparchiach, z którymi byli związani święci. 12 męczenników zostało w 1992 kanonizowanych ze zgodą na kult w całej Cerkwi. Byli to metropolita kijowski Włodzimierz, metropolita petersburski Beniamin, archimandryta Sergiusz (Szejn), świeccy Iwan Kowszarow i Jurij Nowicki (czterej ostatni rozstrzelani po pokazowym procesie w Piotrogrodzie w 1922), wielka księżna mniszka Elżbieta, mniszka Barbara (Jakowlewa) (zamordowane w 1918 w Ałapajewsku), protojerej Aleksander Chotowicki (rozstrzelany w 1937), protojerej Jan Koczurow (zamordowany w 1917 w Carskim Siole).
Sobór Nowomęczenników i Wyznawców Rosyjskich został ustanowiony na Soborze Biskupów w 2000. Zaliczono wówczas w poczet świętych 813 nowomęczenników i wyznawców, zaś 112 osób czczonych już lokalnie uczyniono świętymi, których kult rozciąga się na cały Kościół. Łącznie Sobór liczył 1090 postaci i przyjmowano, że liczba ta będzie wzrastała. Wspomnienie Soboru przypada w 25 stycznia/7 lutego lub w najbliższą po tej dacie niedzielę.
13 marca 2002 roku Święty Synod opracowane zostało nabożeństwo ku czci Nowomęczenników i Wyznawców Rosyjskich.
25 grudnia 2012 roku Święty Synod utworzył specjalną kościelno-publiczną radę, której zadaniem jest upamiętnianie Nowomęczenników i Wyznawców Rosyjskich.

## Kryteria zaliczania do Soboru
Spośród ofiar represji antyreligijnych w ZSRR nie wszystkie mogą zostać kanonizowane i zaliczone do opisywanego Soboru. Nie są dopuszczane osoby innych wyznań niż prawosławne, jak również należące do rozłamowych niekanonicznych struktur prawosławnych: Ukraińskiego Kościoła Autokefalicznego, organizacji odnowicielskich, grigoriewców, zmarłe bez złożenia aktu pokutnego i powrotu do Cerkwi Rosyjskiej. Dopuszcza się natomiast nie wspominających, jeśli nie wystąpili z Cerkwi, a jedynie odmawiali locum tenens Patriarchatu Moskiewskiego Sergiuszowi prawa do zarządzania Kościołem. Nie są kanonizowane osoby, które po aresztowaniu i podczas śledztwa dokonały wymuszonej samokrytyki, oskarżyły inne osoby, narażając je tym samym na represje. Formalna rehabilitacja ofiary represji nie jest wystarczającą podstawą kanonizacji.
Przyjęcie, że święty nie może być współpracownikiem radzieckich organów ścigania, ani też w żaden sposób obciążyć podczas śledztwa innej osoby, pozostaje istotnym problemem dla komisji kanonizacyjnych. Bardzo często ustalenie z całkowitą pewnością, że dana osoba nie podjęła żadnych form współpracy, okazuje się niemożliwe. Brak dokumentów świadczących o współpracy uważa się za niewystarczający. W rezultacie od 2010 nie dokonano żadnej nowej kanonizacji nowomęczennika dla kultu w całej Cerkwi.

## Ikonografia
Wzorcową ikonę Soboru Świętych Nowomęczenników i Wyznawców Rosyjskich napisano w pracowni Prawosławnego Instytutu Teologicznego św. Tichona w Moskwie. Składa się ona z głównego pola, na którym ukazano postacie nowomęczenników, otoczonego piętnastoma klejmami ze scenami prześladowań. Ikonę napisano w stylu nawiązującym do rosyjskiego malarstwa religijnego XVI w.
Nowomęczennicy w polu głównym stoją na tle świątyni przypominającej moskiewski sobór Chrystusa Zbawiciela, którego historia (zburzenie i odbudowa) symbolizuje niszczenie i odrodzenie Rosyjskiego Kościoła Prawosławnego. Cerkiew jest również znakiem Królestwa Niebieskiego. Przed soborem widoczny jest stół ołtarzowy nakryty czerwoną tkaniną, jak na nabożeństwo paschalne, co symbolizuje zwycięstwo nad śmiercią i radość życia wiecznego z Bogiem. Na ołtarzu widnieje Ewangelia otwarta na słowach Nie bójcie się tych, którzy zabijają ciało, lecz duszy zabić nie mogą. Ponad ołtarzem napisany został krzyż.
W grupie świętych wyróżnia się grupa członków rodziny carskiej (Mikołaj II, Aleksandra Fiodorowna, wielkie księżne Olga, Tatiana, Maria, Anastazja, następca tronu Aleksy), ukazana w szatach bizantyjskich. Świętych biskupów-nowomęczenników przedstawiono nad rodziną carską, by zasygnalizować, że to błogosławieństwo Cerkwi czyni władzę świecką prawowitą i przynosi jej boską opiekę. Biskupów podzielono na dwie grupy, którym przewodzą odpowiednio patriarcha Tichon (po lewej) i metropolita kruticki i kołomieński Piotr. Hierarchowie kłaniają się ołtarzowi, zwracając równocześnie wzrok ku wiernemu. Bezpośrednio za Tichonem i Piotrem widoczni są metropolita kazański i swijaski Cyryl oraz metropolita jarosławski Agatangel, których patriarcha Tichon wskazywał jako swoich potencjalnych następców. Wśród biskupów przedstawiono również metropolitę kijowskiego Włodzimierza, arcybiskupa wieriejskiego Hilariona, metropolitę piotrogrodzkiego Beniamina, metropolitę leningradzkiego Serafina, biskupa dmitrowskiego Serafina, arcybiskupa woroneskiego Piotra, biskupa kowrowskiego Atanazego, biskupa starodubskiego Damaskina, arcybiskupa uglickiego Serafina, arcybiskupa twerskiego Tadeusza, biskupa tobolskiego Hermogena, arcybiskupa permskiego Andronika, biskupa krymskiego Porfirego i innych, zwłaszcza ofiary represji lat 20. i 30. Fakt, iż zamordowanych i represjonowanych hierarchów było jeszcze więcej, sugerują nimby ponad widocznymi postaciami biskupów.
Poniżej postaci biskupów przedstawiono świętych kapłanów, mnichów i świeckich. Z uwagi na ich bardzo dużą liczbę na ikonie przedstawiono jedynie najbardziej znanych – wielką księżną Elżbietę i mniszkę Barbarę, archimandrytę Sergiusza (Sriebrianskiego), archimandrytę Sergiusza (Szejna), kapłanów Jana Koczurowa, Aleksandra Chotowickiego, Konstantyna Gołubiewa, Sergiusza Mieczowa, Filozofa Ornatskiego. Świeckich reprezentują postacie mężczyzn, kobiet i dzieci niebędące podobiznami żadnej konkretnej osoby.
Ponad grupą nowomęczenników ukazano Chrystusa z Ewangelią otwartą na słowach Ja jestem światłość świata, wieńczącą całą kompozycję. Chrystusowi towarzyszą święci Piotr i Paweł oraz święci ruscy: Włodzimierz Wielki, Borys i Gleb, Sergiusz z Radoneża, Serafin z Sarowa, Ambroży z Optiny, Jan Kronsztadzki, metropolici kijowscy i moskiewscy Piotr, Aleksy, Filip, Jonasz, patriarchowie Hiob i Hermogen.
Piętnaście klejm otaczających główną część ikony przedstawia odpowiednio:
- Monaster Sołowiecki i skit Anzerski, zamienione na łagier;
- uwięzienie i śmierć metropolity krutickiego Piotra w 1937;
- proces metropolity petersburskiego Beniamina w 1922;
- zabójstwo arcybiskupa permskiego Andronika i biskupa tobolskiego Hermogena;
- otwarcie relikwii św. Sergiusza z Radoneża i zamknięcie Ławry Troicko-Siergijewskiej;
- zabójstwo wielkiej księżnej Elżbiety, towarzyszącej jej mniszki Barbary, oraz książąt Romanowów w Ałapajewsku;
- patriarchę moskiewskiego i całej Rusi Tichona w areszcie domowym w Monasterze Dońskim;
- rozstrzelanie rodziny carskiej;
- masową egzekucję na poligonie butowskim;
- rozpędzenie procesji w Astrachaniu w 1919;
- morderstwo metropolity kijowskiego Włodzimierza;
- wierzącą kobietę z dziećmi;
- aresztowanie duchownego podczas nabożeństwa;
- zniszczenie monasteru w Sarowie;
- rozstrzelanie metropolity kazańskiego Cyryla[10].

## Szczególne miejsca kultu

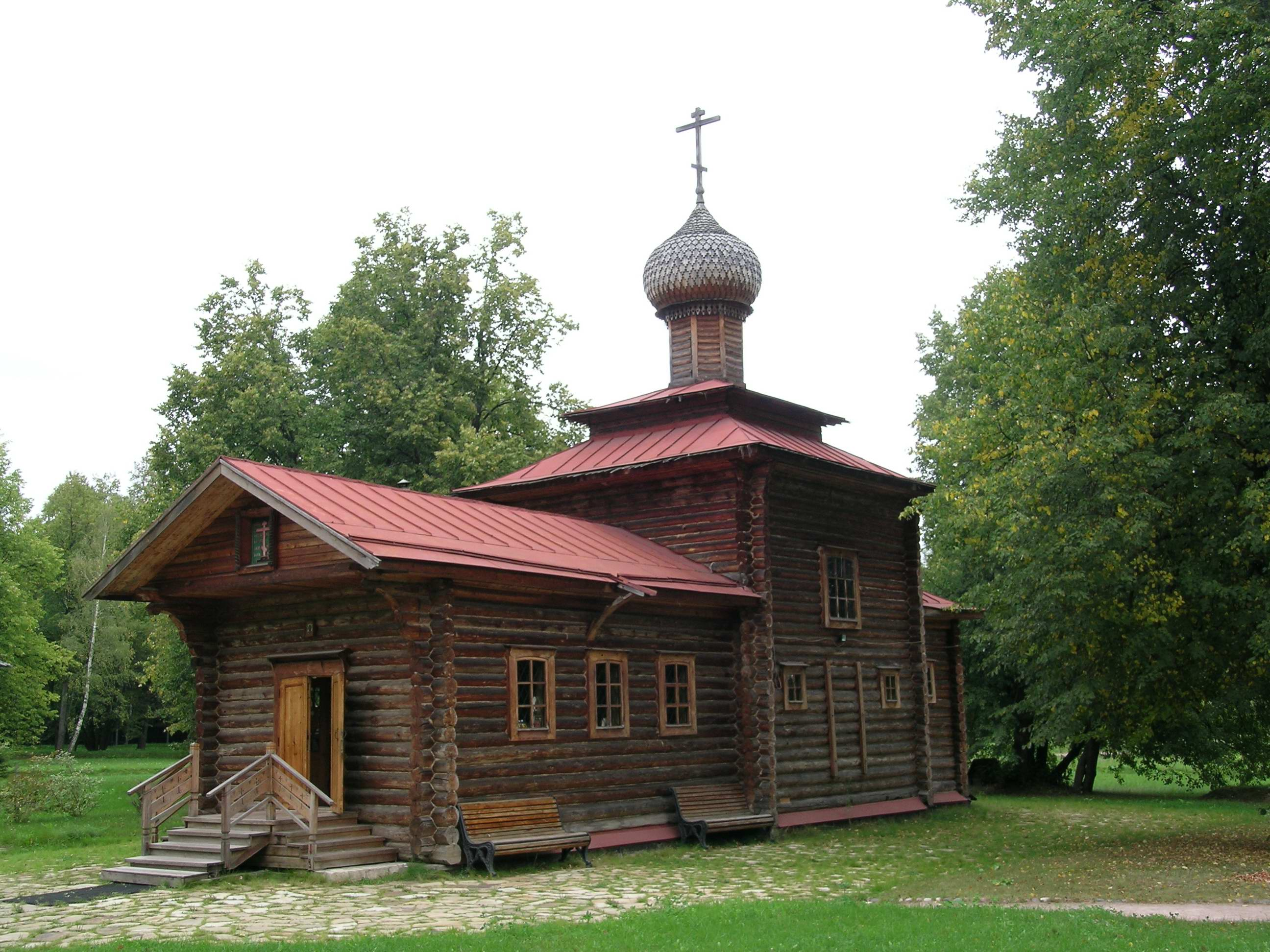
Pierwsza drewniana cerkiew w Butowie

Szczególnym miejscem kultu nowomęczenników jest cerkiew pod ich wezwaniem na terenie poligonu NKWD w Butowie, w okresie wielkiego terroru miejsca masowych egzekucji. W Butowie zginęło i zostało pochowanych w zbiorowych mogiłach najwięcej prawosławnych duchownych i wiernych prześladowanych za wiarę.